# Podkupientyn
Pour les articles homonymes, voir Podkupientyn.
Podkupientyn [pɔtkuˈpjɛntɨn] est un village polonais de la gmina de Sokołów Podlaski dans le powiat de Sokołów et dans la voïvodie de Mazovie, au centre-est de la Pologne.
Il est situé à environ 3 kilomètres au nord-est de Sokołów Podlaski et à 50 kilomètres à l'est de Varsovie.